# Kostelec u Křížků
Kostelec u Křížků är en ort i Tjeckien.   Den ligger i regionen Mellersta Böhmen, i den centrala delen av landet, 22 km söder om huvudstaden Prag. Kostelec u Křížků ligger 413 meter över havet och antalet invånare är 436.
Terrängen runt Kostelec u Křížků är platt norrut, men söderut är den kuperad. Runt Kostelec u Křížků är det ganska tätbefolkat, med 108 invånare per kvadratkilometer. Närmaste större samhälle är Modřany, 15,7 km nordväst om Kostelec u Křížků. I omgivningarna runt Kostelec u Křížků växer i huvudsak blandskog.